# Bradypallene espina
Bradypallene espina is een zeespin uit de familie Callipallenidae. De soort behoort tot het geslacht Bradypallene. Bradypallene espina werd in 1987 voor het eerst wetenschappelijk beschreven door Kim & Hong. 